# Камйонка (Ходзезький повіт)
Камйонка (пол. Kamionka, нім. Kamionke) — село в Польщі, у гміні Ходзеж Ходзезького повіту Великопольського воєводства.
У 1975-1998 роках село належало до Пільського воєводства.